# Làng Rytwiany
Rytwiany  [rɨtˈfjanɨ] là một làng ở Hạt staszow, ŚWIĘTOKRZYSKIE Voivodeship, ở trung-nam Ba Lan. Đó là trụ sở của gmina (khu hành chính) được gọi là Gmina Rytwiany. Nó nằm trên sông Czarna Staszowska, cách khoảng 5 km về phía đông nam của Staszów và 58 km   về phía đông nam của thủ đô khu vực Kielce. Làng có dân số  1,827.
Rytwiany, thuộc tỉnh lịch sử của Lesser Ba Lan, có một lịch sử phong phú và lâu dài. Chủ sở hữu được ghi nhận đầu tiên của làng là một nhà quý tộc tên là Piotr Bogoria Skotnicki (thế kỷ XIII), và qua nhiều thế kỷ, Rytwiany thuộc về một số chủ sở hữu, trong đó có Đức Hồng y Wojciech Jastrzębiec, Hieronymus Jaroslaw Laski, các gia đình Lubomirski, các gia đình Potocki, các Radziwiłł gia đình, và một số người khác.
Vào năm 1425 - 1436, Đức Giám mục Jastrzębiec đã xây dựng một lâu đài gothic phòng thủ ở Rytwiany, được bao quanh bởi các đầm lầy của sông Czarna. Lâu đài, bị phá hủy một phần vào năm 1657 (xem Deluge) đã có người ở cho đến thế kỷ XIX, sau đó rơi vào một đống đổ nát, cuối cùng bị phá hủy vào năm 1859. Tất cả những gì còn lại của nó là một tòa tháp kiên cố. Vào đầu thế kỷ XVII, khi ngôi làng và lâu đài thuộc về gia đình Tęczyński, đó là một trung tâm văn hóa của khu vực. Năm 1621, theo yêu cầu của Jan Tęczyński, các tu sĩ Camaldolese đã định cư ở đây, xây dựng tu viện và một nhà thờ. Các nhà sư chuyển đến Warsaw vào năm 1819, và nhà thờ của họ hiện phục vụ như một nhà thờ giáo xứ địa phương. Vào cuối thế kỷ XIX, gia đình Radziwiłł, người là chủ sở hữu cuối cùng của ngôi làng, đã xây dựng ở đây một cung điện, được tu sửa lại vào năm 2005 và hiện là một khách sạn.